# Cofrentes

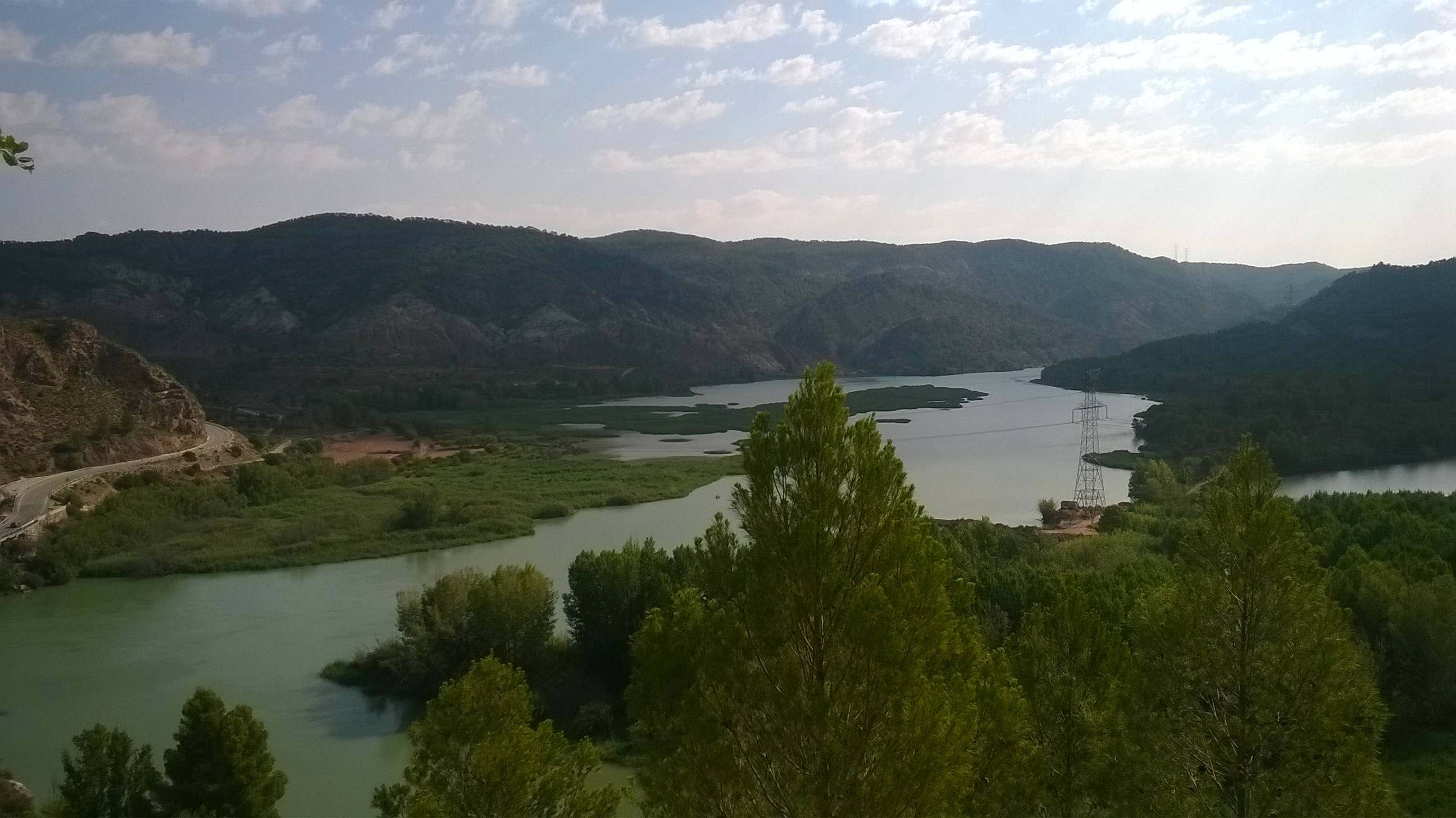
Cofrentes

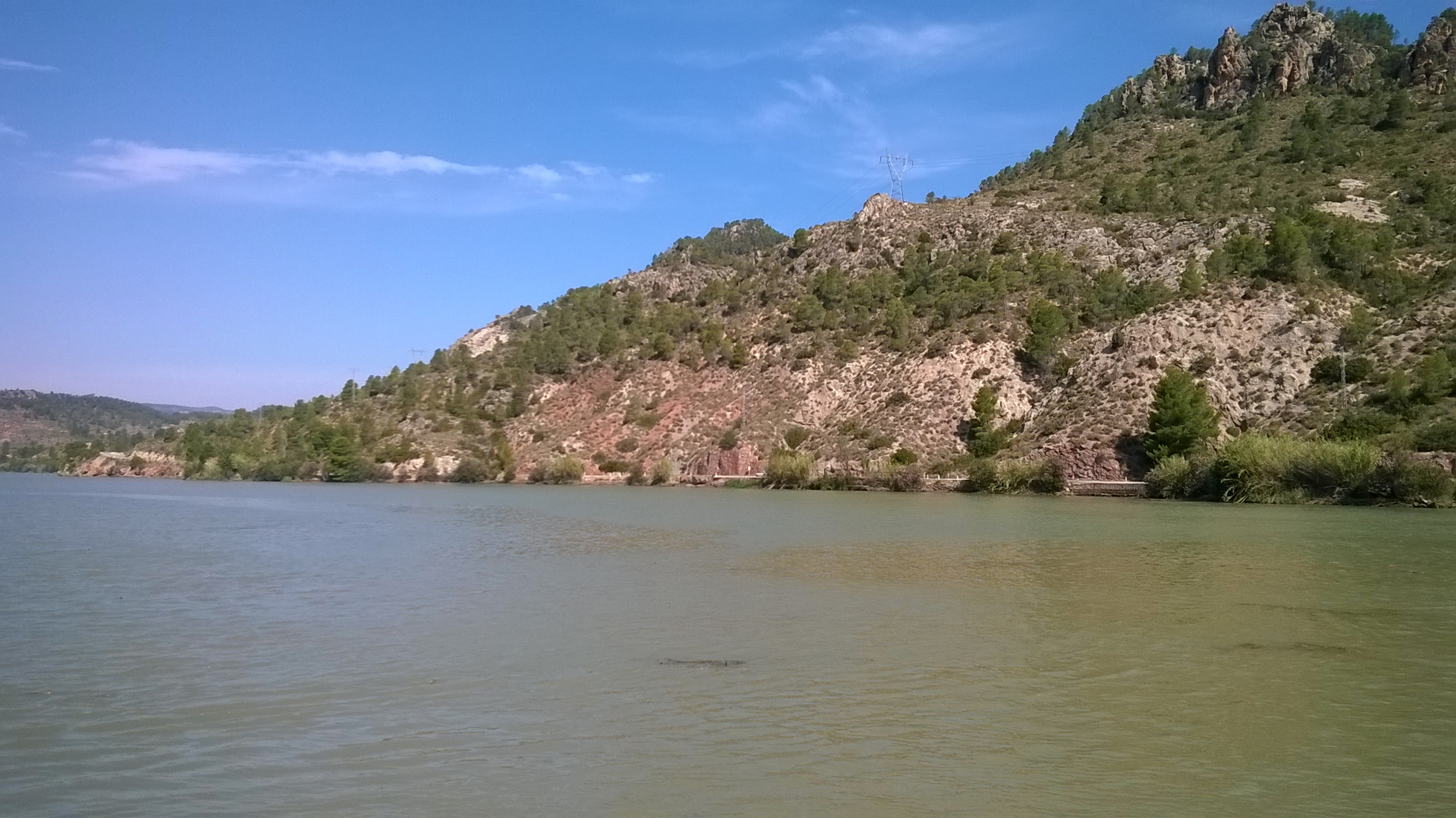
Cofrentes

Cofrentes è un comune spagnolo di 1 050 abitanti situato nella comunità autonoma Valenciana.

## Storia

### Simboli
Stemma
Bandiera